# 历史转折中的邓小平
《历史转折中的邓小平》（英語：[Deng Xiaoping at History's Crossroads] 错误：{{Lang}}：文本有斜体标记（帮助）），简称邓剧，是2014年中国中央电视台综合频道播出的一部大型历史题材电视剧，由中共中央文献研究室和中共四川省委组织、指导，北京华影文轩影视文化有限公司、中央电视台等单位联合制作，纪念中国共产党已故领导人邓小平诞辰110周年。本剧截取邓小平1976年复出至1984年国庆阅兵的时间节点，共分为“整顿科教，走向变革”、“实事求是、拨乱反正”、“发展经济，建设四化”、“百废待兴，城乡共荣”、“时代先锋，国际大潮”五个篇章。此剧还有华国锋、胡耀邦、赵紫阳、胡锦涛等政治人物的罕见出场。2014年8月8日在央视一套晚间黄金强档首播。

## 播出
| 頻道     | 播映日期      | 備註 |
| -------- | ------------- | ---- |
| 央视一套 | 2014年8月8日  | 首播 |
| 四川卫视 | 2014年8月28日 |      |
| 东方卫视 | 2014年9月3日  |      |
| 深圳卫视 | 2014年9月4日  |      |
| 央视四套 | 2015年2月19日 |      |

## 剧情概述
本剧以纪实文献的叙事手法，对“粉碎四人帮”、“邓小平出山”、“全国范围恢复高考”、“邓小平首次访美”、“知识青年返乡”、“农村包产到户”等历史事件进行情景再现。
因为政治原因，该剧对一些历史上的重大事件隐而不提，譬如赵紫阳在中国共产党第十一次全国代表大会上被选进中共中央政治局常委，但该剧对赵只字未提；邓小平在会见万里时将当时流传的顺口溜“要吃米，找万里；要吃粮，找紫阳”也只说了前半段；1979年1月28日至2月16日邓小平访美后为帮助柬埔寨抗越和维护南方态势稳定而随即发动攻打越南的对越自卫反击战在该剧也未得着墨。

## 角色与演员

### 主演
| 演员   | 角色   | 介绍 |
| 马少骅 | 邓小平 | 中共中央副主席、中共中央军委主席、国务院第一副总理、中国人民解放军总参谋长 |
| 张云立 | 叶剑英 | 中共中央副主席、中共中央军委副主席、全国人大常委会委员长 |
| 谢 钢  | 陈 云  | 中共中央副主席、中共中央纪委第一书记 |
| 李光复 | 胡耀邦 | 中共中央组织部部长→中共中央书记处总书记→中共中央主席→中共中央总书记 |
| 徐 平  | 李先念 | 中共中央副主席、国务院副总理→中华人民共和国主席 |
| 张嘉译 | 习仲勋 | 中共广东省委第一书记、广东省省长→中共中央书记处书记、全国人大常委会副委员长，现任中共中央总书记习近平之父                                                                                          |
| 逯长恩 | 王 震  | 开国上将，建国初主政新疆，后任农垦部部长（1956年－1964年）；“文革”后期起任中共中央政治局委员、国务院副总理（1975年－1980年）；后任中共中央党校校长、中共中央顾问委员会副主任、中华人民共和国副主席 |
| 萨日娜 | 卓 琳  | 邓小平夫人 |
| 王茜华 | 邓 林  | 邓小平长女 |
| 沈傲君 | 邓 楠  | 邓小平之女，毕业于北京大学物理系，曾任中国科学院自动化研究所、中国科学院半导体研究所任研究实习员                                                                                                   |
| 何 琳  | 邓 榕  | 邓小平之女 |
| 朱宏嘉 | 邓朴方 | 邓小平之子 |
| 于晓光 | 邓质方 | 邓小平之子 |
| 巫 刚  | 田志远 | 虚构智囊型官员，在国务院政治研究室工作，原型为于光远、杜润生、邓力群。 |
| 金 鑫  | 夏 默  | 虚构智囊型官员，原国务院专家局副局长、中国科学院经济研究所所长，邓小平复出在科教、经济战线工作，曾任国家进出口管理委员会高干。原型为马洪、薛暮桥、于光远、孙冶方。                                 |
| 宋 佳  | 曹 慧  | 虚构人物，田志远之妻（一度离婚） |
| 戴春荣 | 高春兰 | 虚构人物，夏默之妻 |
| 印小天 | 田 源  | 虚构人物，田志远与曹慧之子，云南生产建设兵团知青 于第2集（1976年）逃港未遂 |
| 杨 铮  | 夏建国 | 虚构人物，夏默与高春兰之子 曾参加四五事件，北京大学经济系学生 |
| 秦子越 | 任 燕  | 新华社女记者，所发内参多次发挥重要作用 |
| 高珑珂 | 吴怡茹 | 虚构人物，上海知青，上海音乐学院教授之女 于第2集（1976年）逃港，第34集（1979年）随舅父罗启民（香港商人，原型为伍沾德）回到内地                                                                     |
| 温浩铎 | 刘金锁 | 虚构人物，凤阳村民，梨园生產隊長 于第2集（1976年）逃港未遂，第24集（1978年）率领梨园生产队农民签订家庭联产承包责任制契约                                                                           |
| 于 笑  | 陆大州 | 虚构人物，云南生产建设兵团知青 于第29集（1979年）返城 |
| 王乐君 | 夏建红 | 虚构人物，夏默与高春兰之女 |

### 出演
| 演员                 | 角色                  | 介绍                                                                                  |
| 孙 淳                | 吴阶平                | 泌尿外科专家，中国医学科学院副院长，曾负责治疗邓小平的前列腺炎                        |
| 舒耀瑄               | 郭沫若                | 原中国科学院院长                                                                      |
| 王东军               | 廖承志                |                                                                                       |
| 张光北               | 李光耀                | 新加坡总理                                                                            |
| 刘 沙                | 黄 华                 | 中华人民共和国外交部部长                                                              |
| 仁洛敏               | 劉西堯                | 中华人民共和国教育部部长                                                              |
| 成国栋               | 胡乔木                |                                                                                       |
| 廖京生               | 陈丕显                |                                                                                       |
| 王伯昭               | 荣毅仁                | 红色资本家                                                                            |
| 冯文砚               | 陶斯亮                | 陶铸之女                                                                              |
| 黃寧生               | 彭 真                 |                                                                                       |
| 徐純學               | 方 毅                 |                                                                                       |
| 丁海峰               | 耿 飚                 | 中共中央对外联络部部长                                                                |
| 万 仓                | 汪东兴                | 中共中央办公厅主任、中共中央副主席                                                    |
| 唐 磊                | 王瑞林                | 邓小平秘书                                                                            |
| 邱 林                | 刘婷婷                |                                                                                       |
| 肖 天                | 夏小妹                |                                                                                       |
| 高若芯               | 杜 鹃                 | 云南知青，陆大洲之妻                                                                  |
| 刘宸希               | 眠 眠                 |                                                                                       |
| 宋帅帅               | 萌 萌                 |                                                                                       |
| 崔艺宝               | 羊 羊                 |                                                                                       |
| 曾红生               | 华国锋                | 中共中央第一副主席→主席→副主席→中央委员 中共中央军委第一副主席→主席 国务院代总理→总理 |
| 宋晓英               | 王光美                | 原国家主席刘少奇夫人，“文革”期间受关押多年                                            |
| 关新伟               | 罗瑞卿                | 中共中央军委秘书长                                                                    |
| 温玉娟               | 曾 志                 | 陶铸夫人，中央组织部副部长                                                            |
| 江庚辰               | 谷 牧                 | 国务院副总理，主管对外开放工作                                                        |
| 陈增淇               | 万 里                 | 中共安徽省委第一书记→国务院副总理→全国人大常委会委员长                                |
| 王志飞               | 李德生                | 中共中央副主席（1975年中共十届二中全会上辞职）                                        |
| 唐国强               | 毛泽东                | 已故中共中央主席、中共中央军委主席                                                    |
| 刘 劲                | 周恩来                | 已故中共中央副主席、国务院总理、全国政协主席                                          |
| 聂 远                | 青年男性              | 虚构人物，四川某市场负责人。于第45集短暂出场。                                        |
| 杜志国               | 任大力                |                                                                                       |
| 未知                 | 赵紫阳                | 国务院总理→中共中央总书记                                                             |
| 未知                 | 胡锦涛                | 中国共产党中央委员会候补委员                                                          |
| 戴维·派克            | 埃德蒙·哈里斯         | 美国西方石油公司董事长（原型为阿莫德·哈默）                                           |
| 马泰                 | 哈里斯先生            | 美国西方石油公司代表                                                                  |
| 杰姆斯·福斯特        | 德国州长              | 时任北莱茵-威斯特法伦州长海因茨·居恩 于第18集（1978年）会见谷牧                       |
| Jae Felipe           | 吉米·卡特             | 时任美国总统，任内美国与中华人民共和国建交                                            |
| 丽莎·戈德堡          | 玛格丽特·撒切尔       | 时任英国首相                                                                          |
| 特里·哈克特          | 爱德华·希思           | 英国前首相                                                                            |
| Arthur Mclaety       | 兹比格涅夫·布热津斯基 | 卡特内阁国家安全顾问 于第18集访华                                                     |
| Gary Malmon          | 伦纳德·伍德科克       | 时任美国驻北京联络处主任                                                              |
| Antonius Vingernoets | 赛勒斯·万斯           | 时任美国国务卿                                                                        |
| Karolina Starzynska  | 奥里亚娜·法拉奇       | 意大利记者                                                                            |
| 莫里·克莱夫          | 麥理浩                | 香港總督（1971-1982年）                                                               |
| 里斯·兰达尔          | 亚历山德罗·佩尔蒂尼   | 时任意大利总统                                                                        |
| Loic Le Gall         | 尤德                  | 时任英国驻华大使、第26任香港总督                                                      |
| 瑟维姆·洛马斯        | 罗莎琳·卡特           | 卡特总统夫人                                                                          |
| 嵨崎伸夫             | 田中角荣              | 前日本內閣總理大臣                                                                    |

## 未点名的政治人物

### 赵紫阳

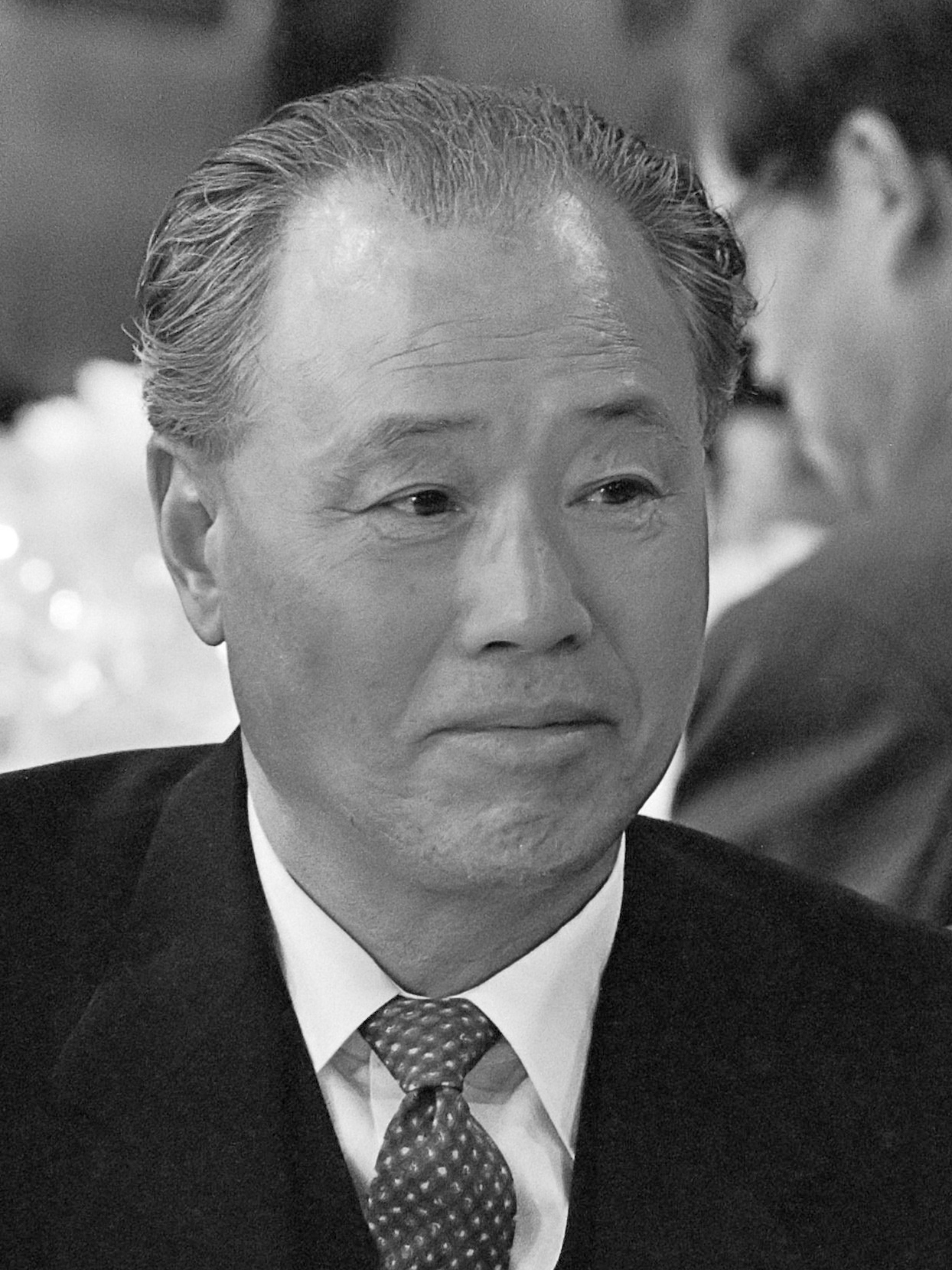
赵紫阳

根据中国大陆媒体《南方周末》的引述：它将“触及以往很少触及的题材”、“华国锋、胡耀邦，据说还有赵紫阳等政治人物的罕见出场”。
第39集第23分钟的中共十一届五中全会时，剧中出现一个没有标明姓名、职务的人物。但是根据眼镜、面型、发型等特征判断，相信此人正是后来因为在“八九学运”中被指“支持动乱和分裂党”，后被中共元老罢黜的前中共中央总书记赵紫阳，赵紫阳的此次“不点名现身”成为内地影视作品首次公开出现赵紫阳的镜头。此后，这个人物在第44集中共十二大中还出现了一次，排名紧跟胡耀邦之后。

### 胡锦涛
在该剧第44集播放到第36分钟时，出现一个未标明姓名的新任中国共产党中央委员会候补委员，根据他戴黑框眼镜、面型、发型等特征判断，相信是前中共中央总书记胡锦涛。有网民在微博说：“没提名字的年轻候补委员，几位元老都和他握手。演员有点胖了，不过这个造型倒是很容易让人想到是他。”后该剧重播时，正式加上胡锦涛的字幕。

### 蔣經國
该剧第25集中，台湾一名身着中山装的男子在和秘书对话时称邓小平是他在莫斯科的老同学。由此推知此人是蒋经国。

### 金日成
即该剧第45集（第9分30秒第一次出现），邓小平到四川视察时，经常站在邓小平旁边的一位戴方框眼镜、一言不发、由演员张楠扮演的男性角色。

## 獎項
- 2014国剧盛典 年度十佳电视剧第1名
- 2014国剧盛典 观众喜爱的角色人物（男）
- 第17届华鼎奖 全国观众最喜欢的电视剧作品

## 花絮
- 2009年2月开始，中共中央文献研究室成立了以龙平平为首的编剧团队。团队成员包括专业编剧张强，作家黄亚洲、魏人及邓小平研究学者刘贵军、周锟、王达阳等，光剧情大纲就改了十几稿，最终完成了近60万字的电视文学剧。[12][13]
- 剧中邓小平饰演者马少骅是贵州口音，邓小平是四川口音，但是马少骅在剧中几乎没有使用配音[14]。
- 本剧是中国内地影视剧作品首现华国锋和老年时期的胡耀邦[15]。
- 张嘉译零片酬出演习仲勋[16]。

## 批评
2015年5月，中国控制吸烟协会批评该剧吸烟镜头较多，尤其是邓小平与英国首相撒切尔就香港问题讨论时出现烟草镜头最为突出。